# Idool (religie)

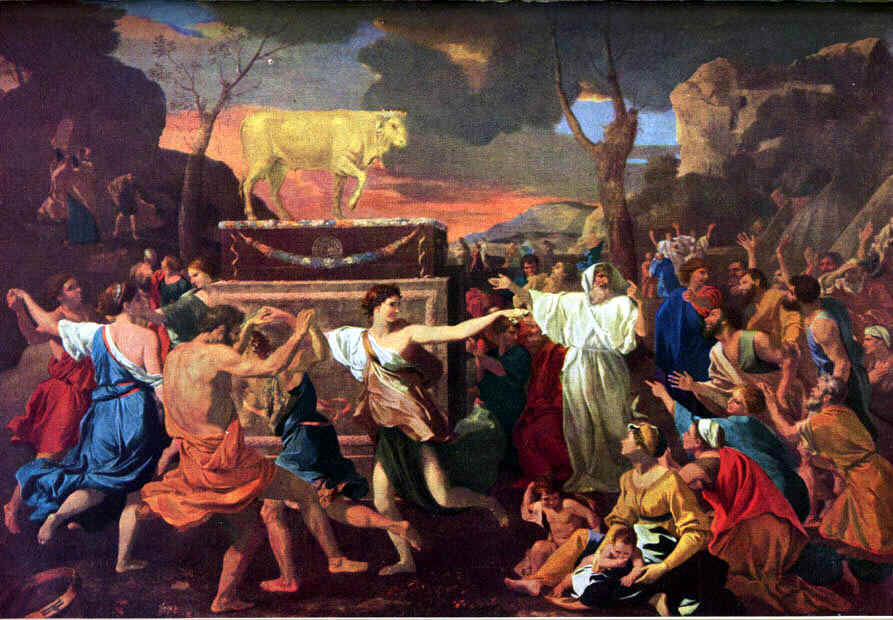
De aanbidding van het Gouden Kalf door Nicolas Poussin

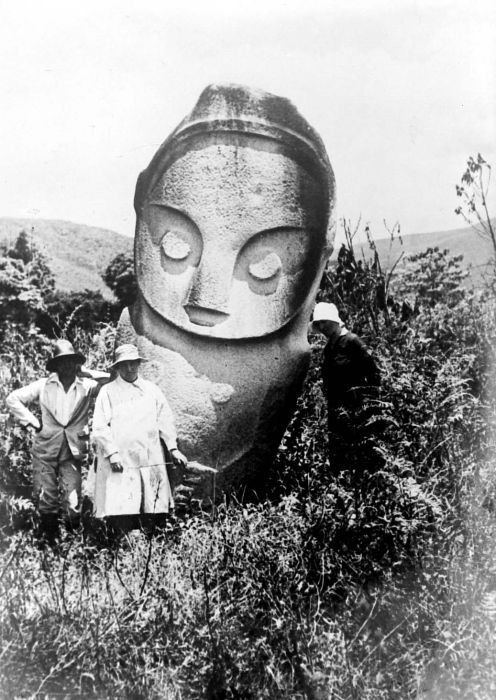
Twee Europese dames en een man staan voor een religieus beeld in Napu Menado

Een idool is een persoon of voorwerp dat wordt aanbeden als een godheid.
Idolen in de vorm van voorwerpen zijn gewoonlijk beeltenissen van mensen of dieren en worden soms behandeld alsof ze levend zijn. Zij kunnen dan worden gevoed, gebaad, vereerd, aanbeden, gekroond en soms zelfs voorzien van een partner.
In het christendom en het jodendom heeft de term een bredere betekenis en wordt idoolverering over het algemeen toegepast op de bewondering voor het tastbare in tegenstelling tot de verering van het spirituele. Het vereren van idolen is verboden (Leviticus 19:4). Ook in de islam is het vereren van idolen verboden. Om idoolverering te voorkomen zijn er geen islamitische afbeeldingen van God en nauwelijks afbeeldingen van de profeet Mohammed. In middeleeuwse afbeeldingen van de profeet wordt het gezicht, en soms het hele lichaam, vaak wit gelaten.
In het hindoeïsme neemt de moerti een centrale plaats in in de garbhagriha van de vereerde godheid.

Een christelijke relikwie met de inscriptie:
De ijdele afgodsbeelden storten neer, getroffen door de bijl van Martinus. Laat niemand geloven dat het goden zijn die bestemd waren om zo neer te storten.